# Serhij Żyhałow
Serhij Ołeksandrowycz Żyhałow, ukr. Сергій Олександрович Жигалов (ur. 6 stycznia 1983) – ukraiński piłkarz, grający na pozycji napastnika.

## Kariera piłkarska

### Kariera klubowa
Wychowanek szkół piłkarskich Wiktor Zaporoże oraz Torpedo Zaporoże, barwy których bronił w juniorskich mistrzostwach Ukrainy (DJuFL). 5 czerwca 1998 rozpoczął karierę piłkarską w klubie Wiktor Zaporoże. Od 2000 bronił barw Metałurha Zaporoże, ale występował tylko w drugiej drużynie. W 2000 na 2 miesiące został wypożyczony do farm-klubu SDJuSzOR-Metałurh Zaporoże. Potem do 2010 grał w amatorskich zespołach ZAlK Zaporoże, Illicz-Osypenko Osypenko i Myr Hornostajiwka. Na początku 2011 wyjechał do Litwy, gdzie został piłkarzem pierwszoligowego zespołu FK Mažeikiai, skąd latem 2011 przeniósł się do Sūduvy Mariampol. W lutym 2012 przeszedł do Kruoji Pokroje. Podczas przerwy zimowej sezonu 2012/13 powrócił do Ukrainy, gdzie 8 lutego 2013 podpisał kontrakt z Tytanem Armiańsk.